# Louis-Clémentin Bruyerre
Pour les articles homonymes, voir Bruyerre (homonymie).
Louis-Clémentin Bruyerre (Paris, 9 octobre 1831 - Paris 6e, 24 janvier 1887) est un architecte français des monuments historiques.

## Biographie
Louis-Clémentin Bruyerre est le fils de Louis Joseph Bruyerre, menuisier, et de Laurentine Renelle Josephe Delforge.
Louis-Clémentin Bruyerre entre à l'École des Beaux-arts de Paris le 18 octobre 1850, où il est l'élève de Pierre-Joseph Garrez,. Il a fait un voyage à Palerme en 1852. En 1853 il entre dans l'atelier de Rupricht-Robert. Il est sorti élève de 1re classe et médailliste de l'École des beaux-arts le 9 octobre 1861.
Il expose aux salons de 1861, 1875 et obtient une médaille d'or à l'Exposition universelle de 1878.
Il est inspecteur de 4e classe aux grands travaux des Tuileries le 26 août 1861, puis inspecteur de 3e classe en 1863, puis inspecteur de 1er classe sur les mêmes travaux le 1er janvier 1865.
Le 17 avril 1869 il est rattaché à la Commission des monuments historiques. À partir de cette date il a été chargé de la restauration de différents monuments dans les départements du Puy-de-Dôme, de la Haute-Loire, du Cantal, de l'Aveyron et de la Lozère.
Il est capitaine commandant la 1re compagnie de génie auxiliaire attachée au corps d'armée du général Ducrot pendant le siège de Paris et a participé aux combats de Champigny, du plateau d'Avron, de Drancy, de Bourg et de Buzency du 29 novembre 1870 au 29 janvier 1871.
En 1873 il est chargé de relever, avant sa démolition, le Palais des Tuileries. 

Il est membre de la Société de l'histoire de Paris et de l'Île-de-France de 1874 à 1887.

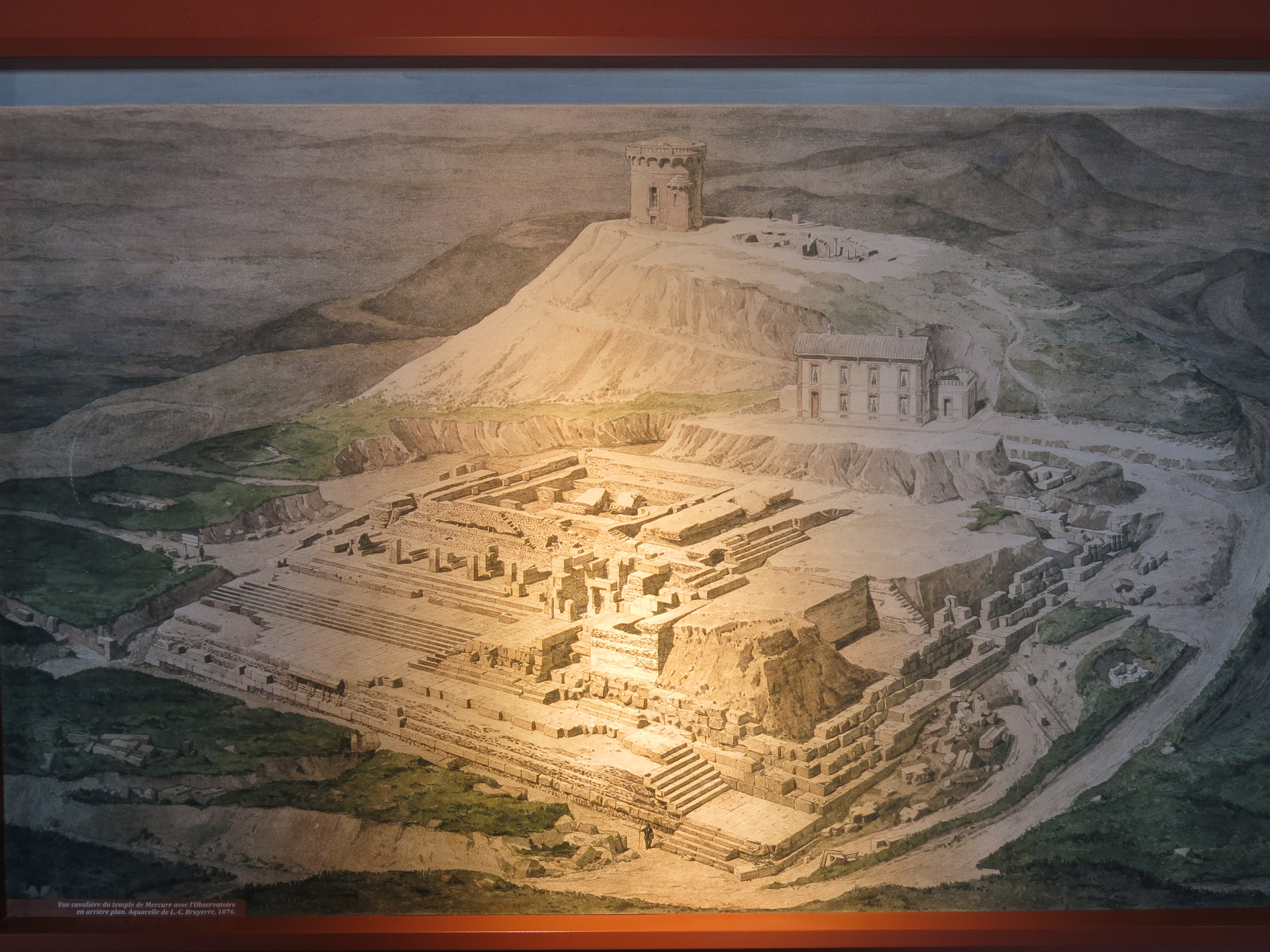
Aquarelle de Louis-Clémentin Bruyerre en 1876 représentant le temple de Mercure au puy de Dôme

Nommé architecte diocésain de Mende en remplacement d'Anatole de Baudot, le 14 avril 1875, de Dignes en remplacement d'Antoine-Nicolas Bailly, le 30 mars 1876 et de Rodez en remplacement de Jean-Baptiste Vanginot, le 24 février 1877. Il dirige dans le même temps les fouilles du Temple de Mercure au puy de Dôme de 1875 à 1878. Il restaure de nombreux monuments en Auvergne : églises d'Issoire, de Saint-Nectaire, de la Chaise-Dieu, d'Ennezat ainsi que le Château de Murol en Saint Amant.
Membre de la Commission des monuments historiques à partir de 1881, il demande en 1882 de prendre la suite d'Alphonse Durand (décédé) comme architecte diocésain de Coutances mais l'administration lui refuse cette requête en raison de la proximité de Mende et Rodez,.
Le 19 février 1883, il est nommé architecte diocésain de Périgueux en remplacement de Paul Abadie. De 1883 à 1887 il supervise la réfection de la cathédrale Saint-Front de Périgueux comme architecte diocésain à la suite de Paul Abadie (qui est nommé Inspecteur général des édifices diocésains) et de Louis Catoire.
Il remplit les fonctions d'Inspecteur général des monuments historiques pendant les congés de Victor Ruprich-Robert de 1884 à 1886.

## Publication
Il est l'auteur d'une Notice historique sur le palais des Tuileries.

## Distinction
- Il est nommé chevalier de la légion d'honneur en 1879[10].